# Puygaillard-de-Lomagne
là một
Puygaillard-de-Lomagne is a xã ở tỉnh Tarn-et-Garonne trong vùng Tarn-et-Garonne, Pháp.